# Käppkrokmossor
Käppkrokmossor (Hamatocaulis) är ett släkte av bladmossor som beskrevs av Lars Hedenäs. Enligt Catalogue of Life ingår Käppkrokmossor i familjen Amblystegiaceae, men enligt Dyntaxa är tillhörigheten istället familjen Calliergonaceae.
Kladogram enligt Catalogue of Life och Dyntaxa:
| Käppkrokmossor | \| \| taigakrokmossa \| \| \| \| \| \| käppkrokmossa \| \| \| \| |
|                | \| \| taigakrokmossa \| \| \| \| \| \| käppkrokmossa \| \| \| \| |
|                | taigakrokmossa                                                   |
|                |                                                                  |
|                | käppkrokmossa                                                    |
|                |                                                                  |